# 릴리 브룩스 오브라이언트
릴리 브룩스 오브라이언트(Lily Brooks O'Briant, 2006년 7월 10일 ~ )는 미국의 배우이다.

## 출연 작품

### 텔레비전
- 빅 쇼 패밀리 (2020) - 맨디 와이트 역
- 엘라2.0 (2022) - 엘라 역